# گروشچن (استان لهستان بزرگ‌تر)
گروشچن (به لهستانی:  Gruszczyn) یک روستا در لهستان است که در گمینا سواژنز واقع شده‌است.
 گروشچن  ۱٬۲۲۴ نفر جمعیت دارد.